# 神明神社 (各務原市大佐野町)
神明神社（しんめいじんじゃ）は、岐阜県各務原市大佐野町に鎮座する神社。

## 概要
各務原市大佐野町（旧・羽栗郡大佐野村）の産土神である。
創建時期は不詳。
各務原市立稲羽西小学校の北に位置する。境内には大佐野町公民館がある。

## 祭神
- 天照大神

## 境内社
- 秋葉神社[1]
- 石神[1]
- 山神[1]